# Peter Stebler
Peter Hermann Stebler (7. maj 1927 - 15. september 2010) var en schweizisk roer og dobbelt europamester fra Zürich.
Stebler var med i den schweiziske firer med styrmand, der vandt sølv ved OL 1948 i London. Besætningen udgjordes desuden af Rudolf Reichling, Erich Schriever, Émile Knecht og styrmand André Moccand. Sølvmedaljen blev sikret efter en finale, hvor schweizerne kun blev slået af USA, mens Danmark fik bronze. Han deltog også ved OL 1952 i Helsinki i disciplinen dobbeltsculler.
Stebler vandt desuden en EM-guldmedalje i dobbeltsculler ved både EM 1951 i Frankrig og EM 1953 i Danmark.

## OL-medaljer
- 1948:  Sølv i firer med styrmand